# Damanhúr
Damanhúr je hlavním městem guvernorátu Buhajra v Egyptě. K roku 2012 zde žilo 242 700 obyvatel. Nachází se v nilské deltě 160 km severozápadně od Káhiry. Ve starém Egyptě se nazýval Timinhor (Horův dům) a byl správním střediskem nomu A-ment, za Ptolemaiovců byl známý jako Hermopolis Parva. Město je významným dopravním uzlem a centrem potravinářského a textilního průmyslu. Je poutním místem židů, neboť je zde pohřben rabín Ja'akov Abuchacira; za vlády Muslimského bratrstva byla pouť zakázána.

## Rodáci
- Ahmed Zewail